# Walt Disney Pictures
 (транскр.  Волт Дизни пикчерс) америчка је продуцентска кућа чији је власник The Walt Disney Company. Производи игране и анимиране филмове са седиштем у Бербанку. Анимиране филмове производи уз Walt Disney Animation Studios и Pixar Animation Studios. Дистрибутер ових филмова је Walt Disney Studios Motion Pictures.
Током 1950-их Дизни је почео да производи игране филмове. Одељење за игране филмове је постало Walt Disney Pictures током 1983. године, када је студио престао с одвајањем од поделе играних и анимираних филмова, као накнадно стварање студија Touchstone Pictures. Крајем исте деценије, Walt Disney Pictures је уздигао Дизни у један од највећих филмских студија у Холивуду.
Walt Disney Pictures је један од пет произвођача играних филмова чији је власник The Walt Disney Studios, док друге чине Marvel Studios, Lucasfilm, 20th Century Studios и Searchlight Pictures. Филм с највећом зарадом је У мојој глави 2.